# Бокеев, Василий Семёнович
Василий Семёнович Бокеев — тверской боярин и московский воевода во времена правления Ивана III Васильевича.
Из дворянского рода Бокеевы, ветвь Рюриковичи. Старший сын родоначальника — Семёна Фёдоровича по прозванию Бокей, по которому его потомки получили фамилию Бокеевы, но князем уже не писался. Имел младшего брата Илью Семёновича Бокея, от которого пошли дворяне Бокеевы.

## Биография
Его отец выехал на службу в Тверское княжество. Сам Василий Семёнович упомянут тверским бояриным. В 1476 году, за несколько лет до присоединения Тверского княжества к Москве, выехал из Твери на службу московским великим князьям. В 1489 году находился в конной рати войск левой руки в походе по покорению Вятской земли. В 1494 году упомянут первым воеводою войск левой руки при взятии столицы Вятской земли. В 1495 году участвовал в государевом походе на Новгород.
По родословным росписям показан бездетным.

## Критика
В Славянской энциклопедии указано, что он оставил единственного сына Ивана Васильевича.
В родословной книге М. Г. Спиридова и родословной книги из собрания М. А. Оболенского показан — бездетный.